# Wspólnota administracyjna Waldkirch
Wspólnota administracyjna Waldkirch – wspólnota administracyjna (niem. Vereinbarte Verwaltungsgemeinschaft) w Niemczech, w kraju związkowym Badenia-Wirtembergia, w rejencji Fryburg, w regionie Südlicher Oberrhein, w powiecie Emmendingen. Siedziba wspólnoty znajduje się w mieście Waldkirch, przewodniczącym jej jest Richard Leibinger.
Wspólnota administracyjna zrzesza jedno miasto i dwie gminy wiejskie:
- Gutach im Breisgau, 4 457 mieszkańców, 24,77 km²
- Simonswald, 3 019 mieszkańców, 74,31 km²
- Waldkirch, miasto, 20 857 mieszkańców, 48,47 km²